# Roxboro
Roxboro és una població dels Estats Units i seu del comtat de Person a l'estat de Carolina del Nord. Segons el cens del 2000 tenia 8.696 habitants.

## Demografia
Segons el cens del 2000, Roxboro tenia 8.696 habitants, 3.666 habitatges i 2.243 famílies. La densitat de població era de 535,5 habitants per km².
Dels 3.666 habitatges en un 28,1% hi vivien nens de menys de 18 anys, en un 35,2% hi vivien parelles casades, en un 22% dones solteres, i en un 38,8% no eren unitats familiars. En el 33,8% dels habitatges hi vivien persones soles el 15,2% de les quals corresponia a persones de 65 anys o més que vivien soles. El nombre mitjà de persones vivint en cada habitatge era de 2,3 i el nombre mitjà de persones que vivien en cada família era de 2,89.
Per edats la població es repartia de la següent manera: un 23,7% tenia menys de 18 anys, un 8,4% entre 18 i 24, un 29% entre 25 i 44, un 20,8% de 45 a 60 i un 18,1% 65 anys o més.
L'edat mediana era de 38 anys. Per cada 100 dones de 18 o més anys hi havia 77,8 homes.
La renda mediana per habitatge era de 26.875 $ i la renda mediana per família de 34.217 $. Els homes tenien una renda mediana de 26.120 $ mentre que les dones 21.624 $. La renda per capita de la població era de 14.221 $. Entorn del 13,4% de les famílies i el 16,8% de la població estaven per davall del llindar de pobresa.

## Poblacions més properes
El següent diagrama mostra les poblacions més properes.